# Dháráví
Dháráví (maráthsky धारावी) je slum v Bombaji v Indii. Je to jeden z největších asijských slumů. S rozlohou 2,1 km2 a s počtem obyvatel 700 000 až 1 000 000 je Dháráví také jednou z nejhustěji obydlených oblastí na světě. Slum Dháráví byl založen v roce 1884 během britské koloniální éry a je v současnosti nábožensky a etnicky velmi různorodě osídlen.
Mnoho obyvatel je nezaměstnaných. Ti, kteří zaměstnání mají, se zaměřují na zpracování kůží a textilií, ale produkují i hrnčířské výrobky. Celkový roční obrat se odhaduje na více než 1 miliardu USD. Dháráví trpělo mnoha epidemiemi a jinými katastrofami, včetně moru v roce 1896, jemuž podlehlo přes 20 000 lidí.
Obydlí ve slumu jsou většinou vyrobena z vlnitého plechu nebo z hlíny a klacků. Boudy jsou nalepeny na sebe a mezi nimi protékají stoky plné odpadků, které se všude povalují.

## Galerie

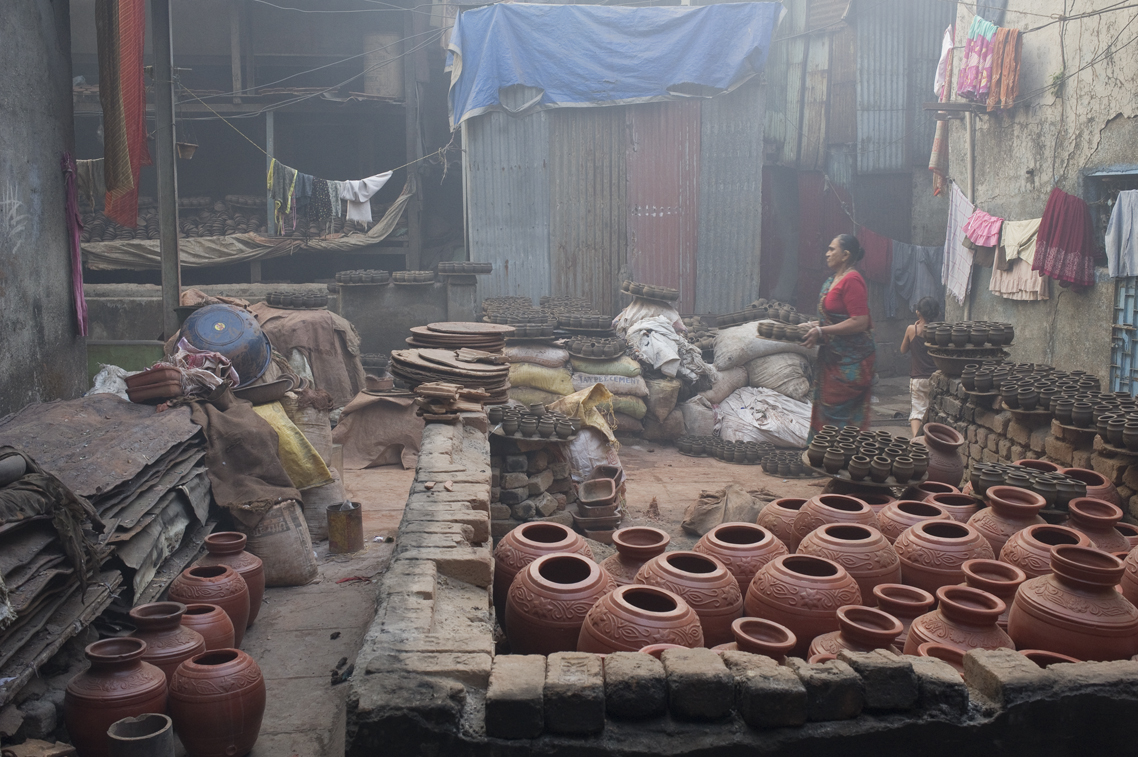
Keramická dílna v Dháráví
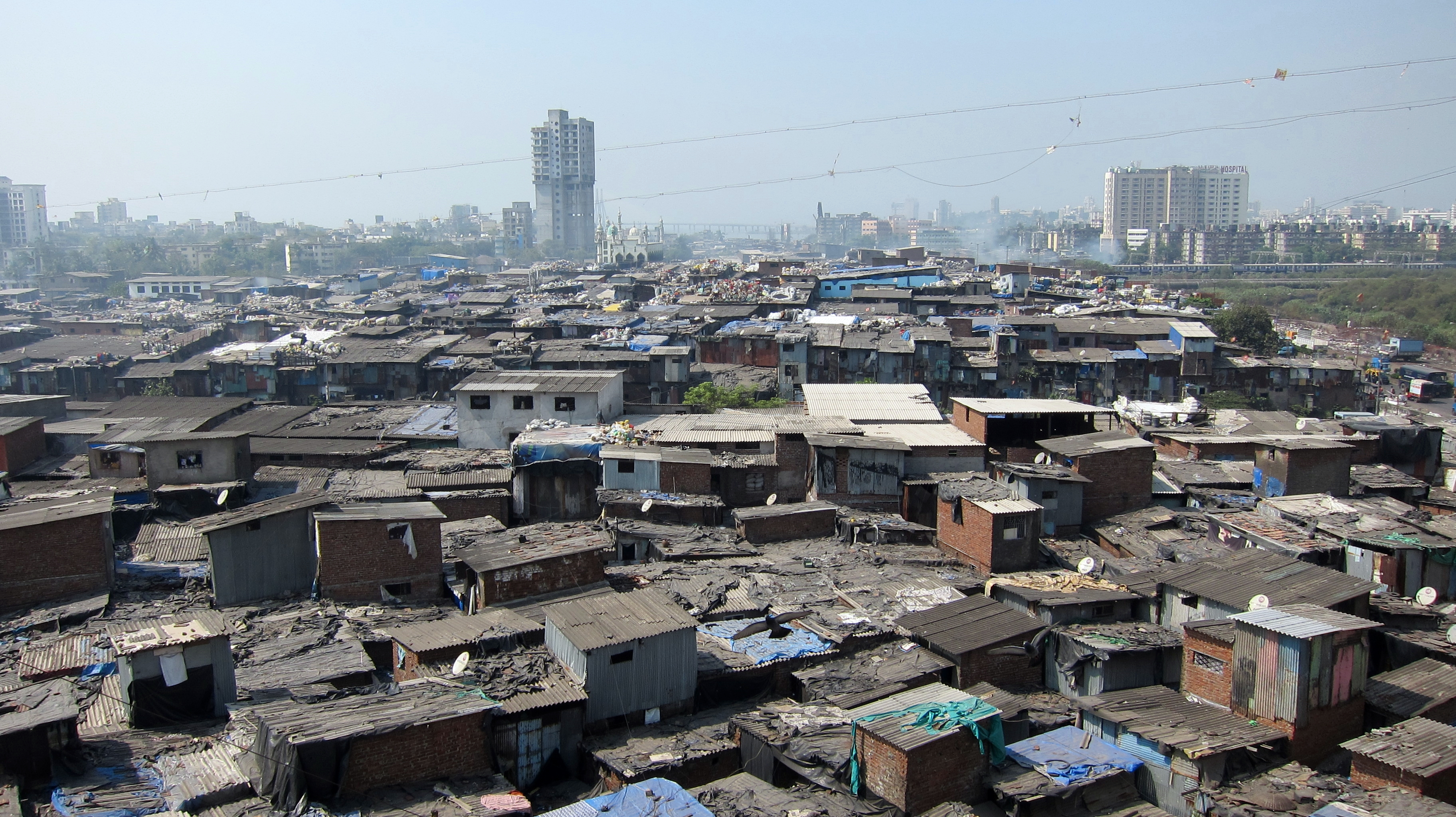
Pohled na slum Dháráví
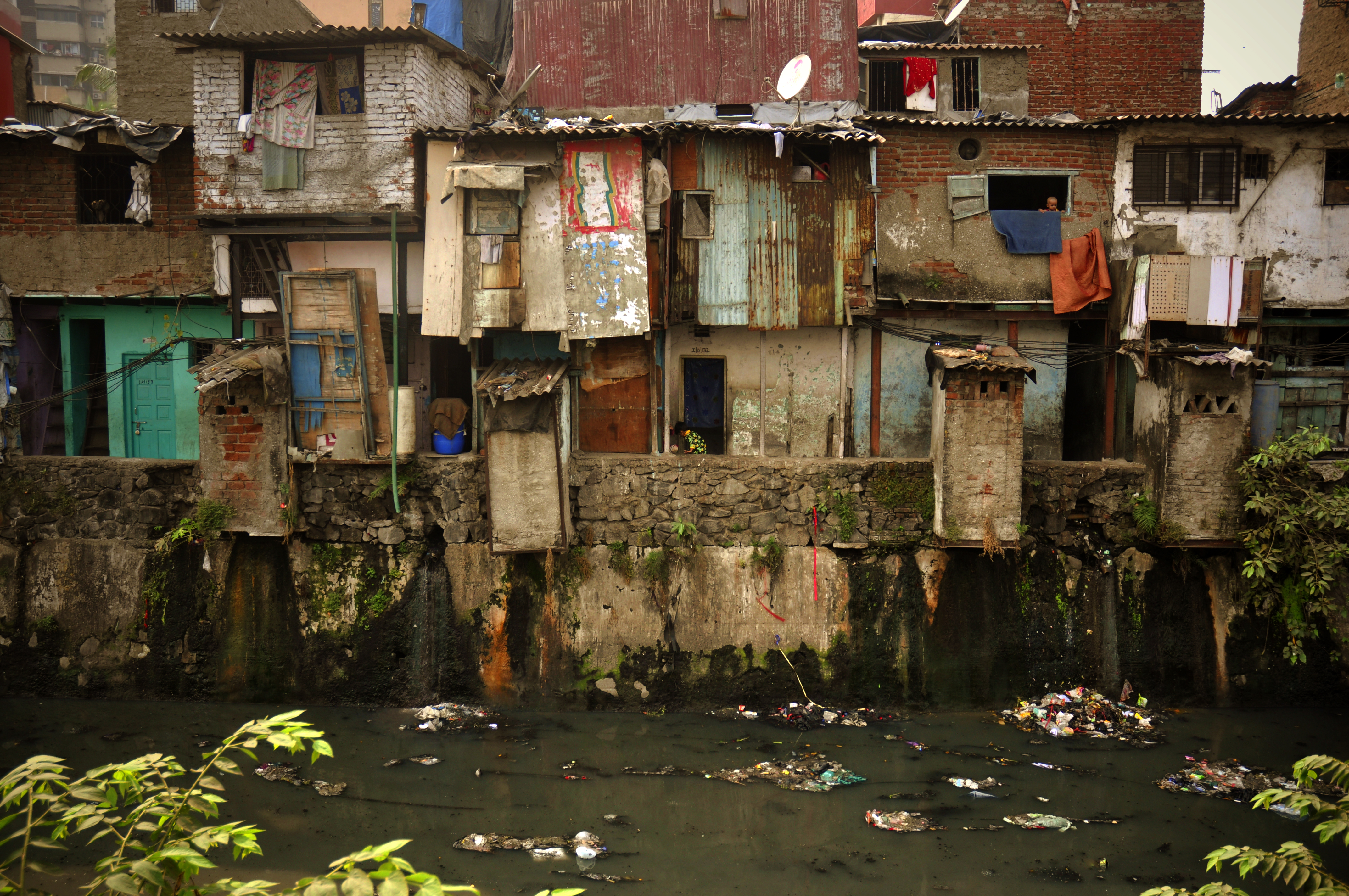
Obydlí ve slumu Dháráví
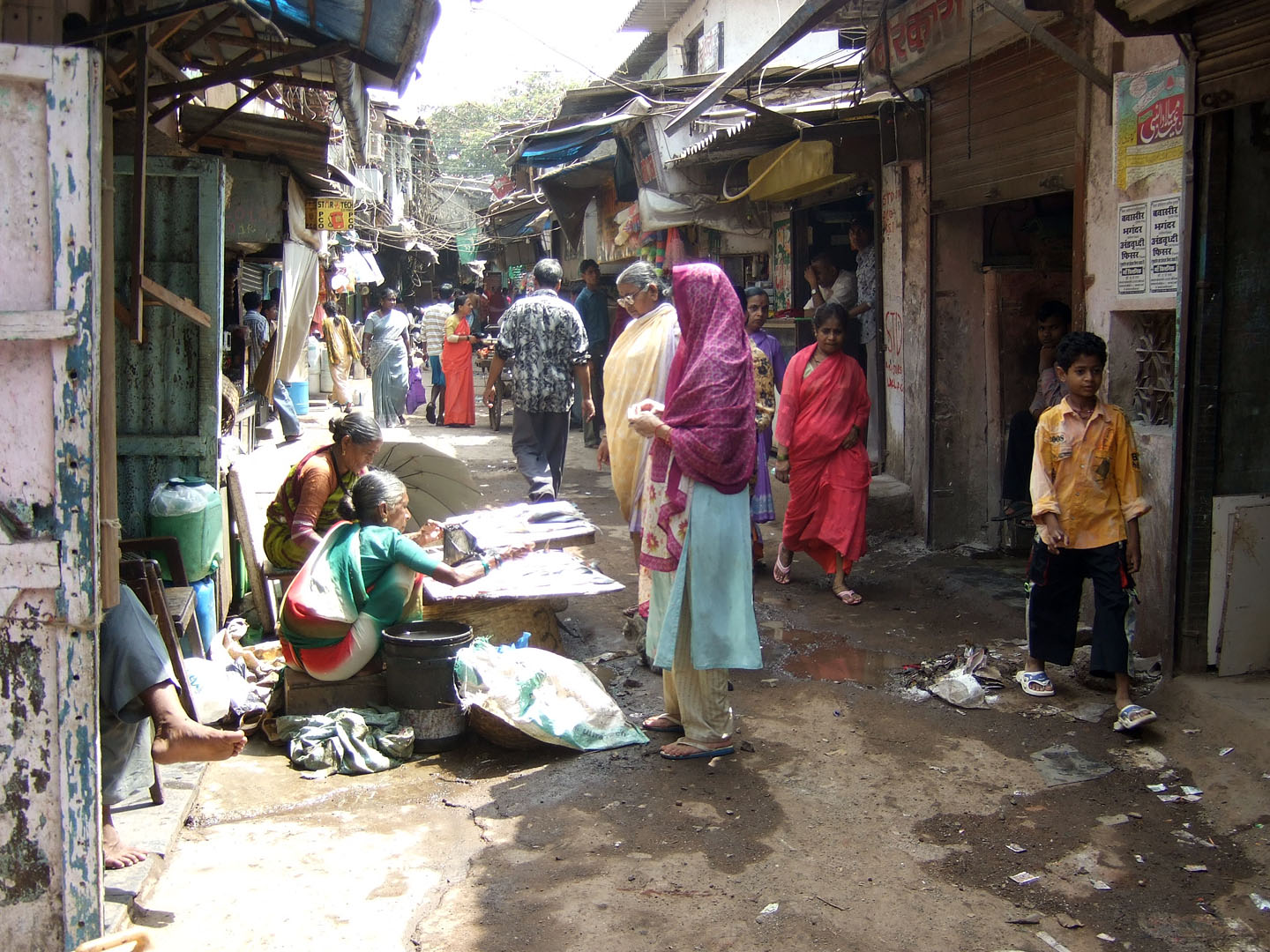
Lidé ve slumu Dháráví